# Kwantowy złodziej
Kwantowy złodziej (ang. The Quantum Thief) – powieść fantastyczno-naukowa autorstwa fińskiego pisarza Hannu Rajaniemi. Książka była debiutem autora i została wydana w 2010. W Polsce ukazała się w 2011 w tłumaczeniu Wojciecha Szypuły, nakładem wydawnictwa Mag. Jest pierwszym tomem trylogii Jean le Flambeur. Główny bohater serii to wybitny złodziej, który zostaje uwolniony z więzienia, aby wykonać zlecenie.

## Nagrody
W 2011 roku Kwantowy Złodziej zdobył nominacje do Nagrody Locusa w kategorii Best First Novel oraz zajęła III miejsce w konkursie John W. Campbell Memorial Award. W 2012 roku powieść zdobyła Nagrodę Tähtivaeltaja w kategorii najlepsza książka science-fiction opublikowana po fińsku.